# Kongresssaal (Wien)

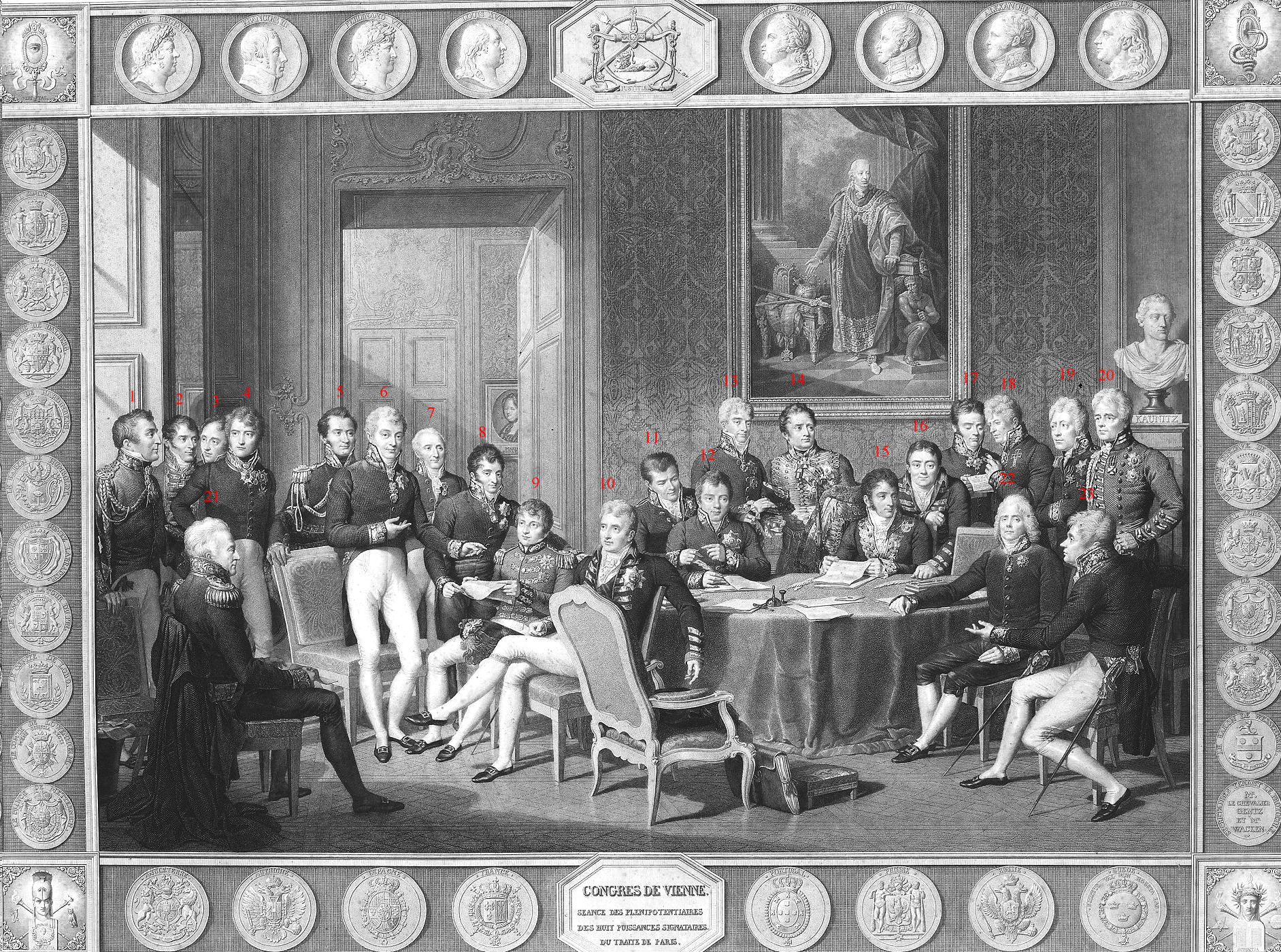
Kupferstich des Wiener Kongresses nach dem Gemälde von Isabey

Der Kongresssaal ist ein repräsentativer Saal im Bundeskanzleramt in Wien.
Im als Geheime Hofkanzlei errichteten Gebäude wurde 1814/1815 der Wiener Kongress abgehalten, wonach der Kongresssaal benannt wurde. Heute dient er der Österreichischen Bundesregierung als Ort für die Pressefoyers nach den Ministerratssitzungen.